# Nydal
Nydal är en tidigare tätort i Ringsakers kommun i Innlandet fylke i östra Norge. Orten ligger vid fylkesväg 1726, vid sidan av Europaväg 6, norr om staden Hamar.
Sedan 2013 räknas bebyggelsen i orten som en del av tätorten Hamar.
Tidigare har orten tillhört dåvarande Vangs kommun, därefter dåvarande Furnes kommun.